# Manuel Ríos San Martín
Manuel Ríos San Martín (Madrid, 20 de diciembre de 1965) es un director, productor, guionista de cine y televisión, escritor y profesor español.

## Trayectoria
Estudió en el Colegio Nuestra Señora del Pilar y se licenció en Ciencias de la Información, rama de Imagen por la Facultad de Ciencias de la Información (Universidad Complutense de Madrid), ha realizado diversos cursos sobre audiencias dirigidos por José Miguel Contreras. Además, ha sido profesor de guion de la Universidad Camilo José Cela en Madrid (2009-2012).
Con una amplia experiencia en el mundo de la televisión y del cine, ha sido productor ejecutivo, guionista y director de series como Colegio Mayor, Menudo es mi padre, Médico de familia, Más que amigos, Compañeros y Mis adorables vecinos. También ha participado en el equipo de creación de todas estas series.
Además, ha dirigido No te fallaré, largometraje inspirado en la serie de Compañeros que consiguió una de las recaudaciones más altas del año 2001 con más de 530 millones de pesetas. No obstante, la película costó 450 millones de pesetas.
Trabajó durante 10 años con la productora Globomedia (1995-2005) y posteriormente fue fichado por BocaBoca donde fue director de Ficción durante 9 años (2005-2014). 
En septiembre de 2010 se emitió con buena audiencia la miniserie Raphael: una historia de superación personal sobre la vida de Raphael dirigida y escrita por él para Antena 3. En junio de 2011, es director y guionista de Rescatando a Sara, con Carmen Machi y Fernando Guillén Cuervo. En julio de 2011 empezó el rodaje de la miniserie Historias robadas, dirigida por Belén Macías, de la que es guionista junto a Mónica Martín-Grande y productor ejecutivo.
Entre 2014 y 2017, trabaja para Diagonal TV, encargándose de la creación y desarrollo de diferentes proyectos de ficción de la productora. Entre 2014 y 2015, fue director argumental y coordinador de guiones de Sin identidad, emitida por Antena 3.
En enero de 2017 publica su primera novela, un thriller ambientado en el mundo de televisión, Círculos, editado por Suma de Letras. 
En junio de 2019 publica su novela más personal, un thriller ubicado en Atapuerca (Burgos), bajo el título La huella del mal.
En 2021 publica un thriller / novela negra con el título Donde haya tinieblas.

## Filmografía

### Cine
| Título                        | Año  |
| ----------------------------- | ---- |
| Amigos (G)                    | 2011 |
| Maradona, la mano de Dios (G) | 2007 |
| No te fallaré (DG)            | 2001 |
| Perdón, perdón (DGA)          | 1998 |
| La huella del mal             | 2025 |

### Televisión
| Título                                       | Año       |
| -------------------------------------------- | --------- |
| Sin identidad                                | 2014-2015 |
| Rescatando a Sara                            | 2012      |
| Historias robadas                            | 2012      |
| Raphael: una historia de superación personal | 2010      |
| Dos de mayo - La libertad de una nación      | 2008-2009 |
| Soy el solitario                             | 2008      |
| Mis adorables vecinos                        | 2004-2005 |
| Compañeros                                   | 1998-2002 |
| Menudo es mi padre                           | 1996-1997 |
| Médico de familia                            | 1995-1996 |
| Colegio Mayor                                | 1994      |

## Obra literaria
| Título               | Editorial         | Año  |
| -------------------- | ----------------- | ---- |
| Círculos             | Suma de Letras    | 2017 |
| La huella del mal    | Editorial Planeta | 2019 |
| Donde haya tinieblas | Editorial Planeta | 2021 |
| El olor del miedo    | Editorial Planeta | 2023 |